# David Kato
David Kato Kisule (13 februari 1964 – Mukono, 26 januari 2011) was een activist voor homorechten in zijn geboorteland Oeganda, waar een zeer restrictief beleid geldt jegens homo- en biseksualiteit. David Kato procedeerde onder andere met succes tegen een krant die namen en foto's van homo's en lesbiennes publiceerde met de oproep hen te doden. Kato werd op 26 januari 2011 vermoord. De dader werd gevat en in november 2011 veroordeeld tot 30 jaar gevangenisstraf.

## Activisme
Kato was een onderwijzer die een vooraanstaande activist werd voor de beweging Sexual Minorities Uganda (SMUG), Engels voor Seksuele Minderheden Oeganda. Hij werd onder andere bekend wegens zijn strijd tegen de wet tegen homoseksualiteit, die voorschreef dat op bepaalde homoseksuele handelingen de doodstraf stond. President Yoweri Museveni, die verklaard had dat homoseksualiteit een westers kwaad was, heeft uiteindelijk toegegeven aan de druk en de wet tegengehouden. Er staat in Oeganda echter thans nog altijd 14 jaar gevangenisstraf op homoseksuele handelingen. Ook vinden er in Oeganda regelmatig moorden op homo's plaats, bekend als iron bar killings, die ook in de tijd van dictator Idi Amin plaatsvonden.

## RechtszaakRolling Stone
De Oegandese tabloid Rolling Stone publiceerde in 2010 foto's van 100 homo's met de oproep Hang ze op. Ze werven nieuwe leden onder onze kinderen. De krant plaatste de foto van Kato op de voorpagina. Hij en twee andere leden van SMUG die ook werden genoemd in het artikel, Kasha Jacqueline en Onziema Patience, spanden een rechtszaak aan tegen de krant. Deze rechtszaak diende om af te dwingen dat de publicatie van namen en foto's van mensen van wie zij vermeldden dat ze homo of lesbienne waren, zou stoppen. Kato en zijn medestanders wonnen de zaak, hetgeen het einde van Rolling Stone betekende. Het Hooggerechtshof van Oeganda sprak op 3 januari 2011 uit dat Rolling Stone de rechten van Kato en andere homo's had geschonden door het afdrukken van hun foto's. Het hof veroordeelde de krant tot het betalen van een bedrag van 1,5 miljoen Oegandese shilling, ongeveer 475 euro, aan ieder van de aanklagers.

## Moord

### Aanslag
Kato werd op 46-jarige leeftijd vermoord in zijn woning in Mukono, niet ver van de Oegandese hoofdstad Kampala. Hij werd aangevallen door ten minste één mannelijke aanvaller die hem tweemaal op het hoofd sloeg met een hamer en vervolgens te voet vluchtte. Men poogde Kato nog naar het Kawalo-ziekenhuis over te brengen, maar hij overleed onderweg.

### Begrafenis
Kato werd begraven op 28 januari in Nakawala, het dorp van zijn voorouders en stam. Bij de begrafenis waren familie, vrienden en mede-activisten aanwezig. Velen van hen droegen T-shirts met zijn foto, de spreuk la luta continua (de strijd gaat door) en de kleuren van de regenboogvlag op de mouwen. Er voltrok zich echter een incident, doordat de voorganger van de begrafenisdienst tegen de aanwezige homo's en lesbiennes predikte, onder andere door het maken van vergelijkingen met Sodom en Gomorra. Enkele aanwezige activisten begaven zich naar het preekgestoelte en ontnamen de prediker de microfoon. Er braken enkele ongeregeldheden uit tussen activisten en dorpsbewoners, die weigerden om Kato te begraven. Dit werd ten slotte gedaan door vrienden en medestanders van Kato, de meesten homo of lesbienne.

### Reacties
De internationale mensenrechtenorganisatie Human Rights Watch heeft opgeroepen de moord snel en onpartijdig te onderzoeken. De Amerikaanse president Barack Obama heeft Kato in een op de begrafenis voorgelezen verklaring een krachtig advocaat voor eerlijkheid en vrijheid genoemd.

### Arrestatie en veroordeling
Op 2 februari 2011 arresteerde de Oegandese politie een mannelijke hoofdverdachte, die in dezelfde woning woonde als Kato. Volgens de politie gebeurde de moord bij een beroving en had deze niets te maken met de seksuele geaardheid van het slachtoffer. De verdachte zelf beweerde dat hij een geschil had met Kato en het een roofmoord, noch te maken had met het homo-activisme van Kato. De verdachte bekende de moord.
In november 2011 werd Sidney Nsubunga Enoch hiervoor veroordeeld tot 30 jaar gevangenisstraf. Enoch bekende voor het gerecht dat hij Kato met een hamer had doodgeslagen. Enoch had Kato naar zijn zeggen doodgeslagen na seksueel benaderd te zijn geweest door Kato.